# Campionati del mondo di ciclismo su pista 1999
I Campionati del mondo di ciclismo su pista 1999 (en.: 1999 UCI Track World Championships) si svolsero a Berlino, in Germania, dal 20 al 24 ottobre.

## Medagliere
| Posiz. | Nazione       | Oro | Argento | Bronzo | Totale |
| ------ | ------------- | --- | ------- | ------ | ------ |
| 1      | Francia       | 7   | 1       | 2      | 10     |
| 2      | Germania      | 3   | 4       | 4      | 11     |
| 3      | Spagna        | 1   |         |        | 1      |
| 3      | Svizzera      | 1   |         |        | 1      |
| 5      | Australia     |     | 2       |        | 2      |
| 6      | Nuova Zelanda |     | 1       | 1      | 2      |
| 7      | Cina          |     | 1       |        | 1      |
| 7      | Danimarca     |     | 1       |        | 1      |
| 7      | Regno Unito   |     | 1       |        | 1      |
| 7      | Ucraina       |     | 1       |        | 1      |
| 11     | Italia        |     |         | 1      | 1      |
| 11     | Corea del Sud |     |         | 1      | 1      |
| 11     | Canada        |     |         | 1      | 1      |
| 11     | Russia        |     |         | 1      | 1      |
| 11     | Lituania      |     |         | 1      | 1      |